# Parisite-(Nd)
La parisite-(Nd) è un minerale.